# 최규식 (정치인)
최규식(崔奎植, 1953년 11월 17일 ~ )은 대한민국의 언론인 출신 정치인이다. 제17·18대 국회의원을 지내고, 2018년 문재인 정부에서 주 헝가리대사로 임명되었다.

## 학력
- 1966년 전주초등학교 졸업
- 1969년 전주북중학교 졸업
- 1972년 전주고등학교 졸업
- 1977년 서울대학교 철학 학사
- 1979년 서울대학교 대학원 정치학 석사 수료

## 경력
- 1978년 한국일보 입사, 사회부, 국제부, 정치부 기자, 청와대 출입기자(정치부 차장) 국제부장, 특별취재부장, 정치부장, 부국장 겸 통일문제 연구소장 편집국장, 논설위원
- 2003년 4월 한국일보 퇴사
- 2003년 5월 ~ 2003년 6월 새천년민주당 언론문화행정특보위원
- 2004년 5월 ~ 2008년 5월: 제17대 국회의원(서울 강북구을 / 열린우리당)
- 열린우리당 정동영 의장 언론특보
- 2004년 7월 ~ 2008년 5월 국회 행정자치위원회 간사
- 열린우리당 당의장 비서실장
- 17대 대선 정동영후보선대위 종합상황본부장 겸 서울시 선대위원장
- 2008년 5월 ~ 2012년 5월: 제18대 국회의원(서울 강북구을 / 민주당)
- 국회 행정안전위원회 위원
- 민주당 서울시당 위원장
- 대한 에어로빅체조연맹 회장
- 2018년 1월 ~ 2020년 12월 13일 : 제12대 주헝가리대한민국대사관 대사

## 가족
- 형제(첫째): 최규봉(변호사)
- 형제: 최규근(약사)
- 형제(막내): 최규섭(건설경제신문 대기자)
- 누이: 최명자(재경 전주여고 총동창회장)
- 매부: 방극윤(근로복지공단 이사장)
  - 조카: 방시혁 (HYBE 대표)

## 역대 선거 결과
|  | 42.46% |

|  | 43.50% |